# Cephonodes rufescens
Cephonodes rufescens là một loài bướm đêm thuộc họ Sphingidae. Nó được tìm thấy ở Madagascar.
The upperside of the head, thorax và wing bases is unicolorous brown. The abdomen is reddish mixed with brown.